# Saint-André-le-Puy
Pour les articles homonymes, voir Saint-André et Le Puy.
Saint-André-le-Puy est une commune française située dans le département de la Loire en région Auvergne-Rhône-Alpes.
Ses habitants sont des Andréens et Andréennes.

## Géographie
Saint-André-le-Puy fait partie du Forez. Elle est située entre les monts du Forez et les monts du Lyonnais.  Roanne est à 62 km et Saint- Etienne à 36.
| Marclopt           |                    | Saint-Cyr-les-Vignes |
|                    | Saint-André-le-Puy | Bellegarde-en-Forez  |
| Montrond-les-Bains | Cuzieu             |                      |

### Climat
Pour des articles plus généraux, voir Climat d'Auvergne-Rhône-Alpes et Climat de la Loire.
En 2010, le climat de la commune est de type climat océanique dégradé des plaines du Centre et du Nord, selon une étude du Centre national de la recherche scientifique s'appuyant sur une série de données couvrant la période 1971-2000. En 2020, Météo-France publie une typologie des climats de la France métropolitaine dans laquelle la commune est exposée à un climat de montagne ou de marges de montagne et est dans la région climatique Nord-est du Massif Central, caractérisée par une pluviométrie annuelle de 800 à 1 200 mm, bien répartie dans l’année.
Pour la période 1971-2000, la température annuelle moyenne est de 11 °C, avec une amplitude thermique annuelle de 16,9 °C. Le cumul annuel moyen de précipitations est de 671 mm, avec 8 jours de précipitations en janvier et 6,7 jours en juillet. Pour la période 1991-2020, la température moyenne annuelle observée sur la station météorologique de Météo-France la plus proche, « Chazelles-Lyon », sur la commune de Chazelles-sur-Lyon à 10 km à vol d'oiseau, est de 10,6 °C et le cumul annuel moyen de précipitations est de 764,0 mm,. Pour l'avenir, les paramètres climatiques de la commune estimés pour 2050 selon différents scénarios d'émission de gaz à effet de serre sont consultables sur un site dédié publié par Météo-France en novembre 2022.

## Urbanisme

### Typologie
Au 1er janvier 2024, Saint-André-le-Puy est catégorisée petite ville, selon la nouvelle grille communale de densité à sept niveaux définie par l'Insee en 2022.
Elle appartient à l'unité urbaine de Montrond-les-Bains, une agglomération intra-départementale regroupant trois  communes, dont elle est une commune de la banlieue,,. Par ailleurs la commune fait partie de l'aire d'attraction de Saint-Étienne, dont elle est une commune de la couronne,. Cette aire, qui regroupe 105 communes, est catégorisée dans les aires de 200 000 à moins de 700 000 habitants,.

### Occupation des sols
L'occupation des sols de la commune, telle qu'elle ressort de la base de données européenne d’occupation biophysique des sols Corine Land Cover (CLC), est marquée par l'importance des territoires agricoles (86,4 % en 2018), en diminution par rapport à 1990 (92,4 %). La répartition détaillée en 2018 est la suivante : 
terres arables (52,5 %), prairies (22,4 %), zones urbanisées (13,6 %), zones agricoles hétérogènes (11,6 %). L'évolution de l’occupation des sols de la commune et de ses infrastructures peut être observée sur les différentes représentations cartographiques du territoire : la carte de Cassini (XVIIIe siècle), la carte d'état-major (1820-1866) et les cartes ou photos aériennes de l'IGN pour la période actuelle (1950 à aujourd'hui).

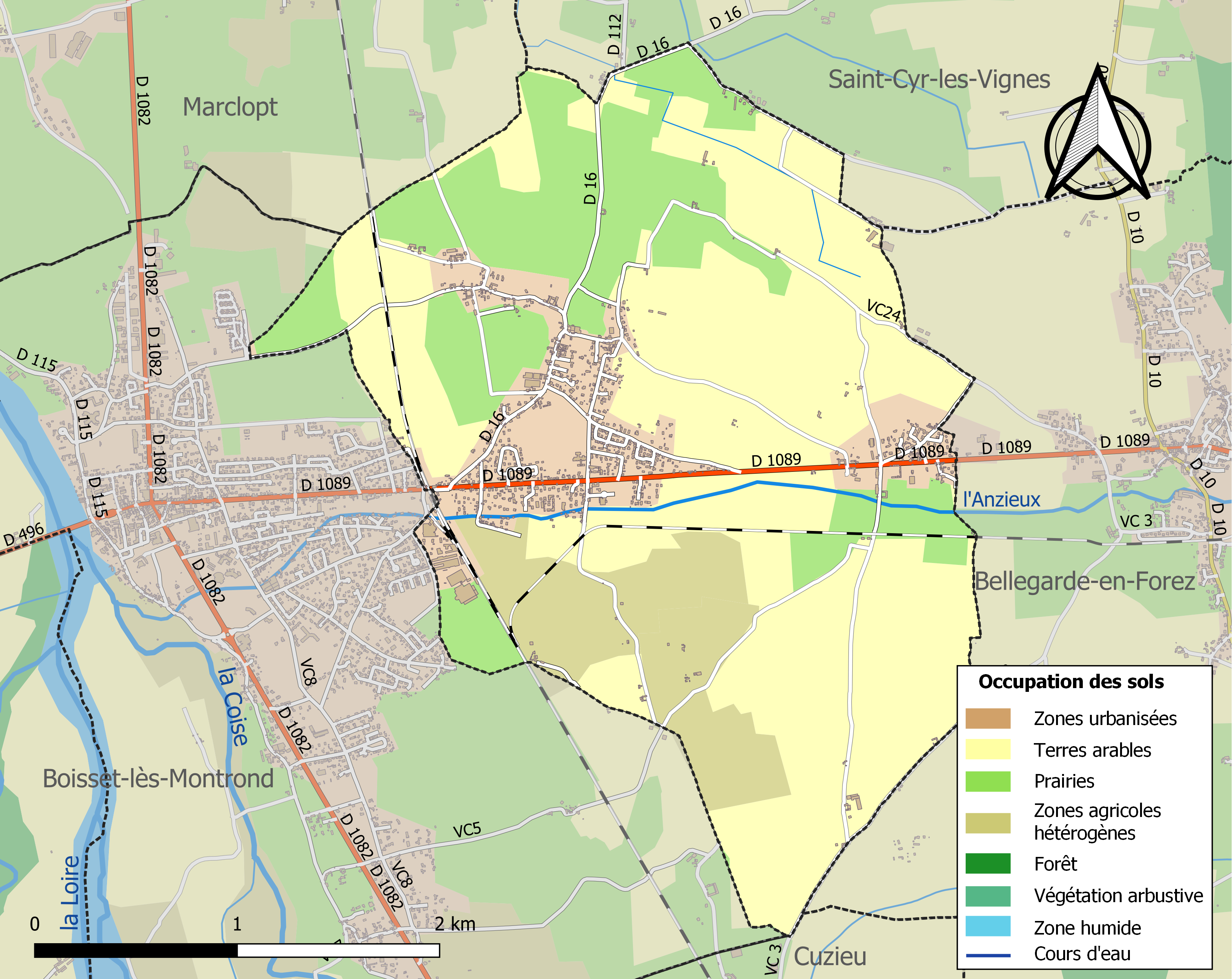
Carte des infrastructures et de l'occupation des sols de la commune en 2018 (CLC).

## Blasonnement
|  | Les armoiries de Saint-André-le-Puy se blasonnent ainsi : Écartelé: aux 1er et 4e d'azur au flanchis d'argent, au 2e de gueules au dauphin d'or, au 3e de gueules au puits d'or maçonné de sable. |

## Politique et administration
| Période                                  | Période  | Identité         | Étiquette | Qualité                                       |
| ---------------------------------------- | -------- | ---------------- | --------- | --------------------------------------------- |
| Les données manquantes sont à compléter. |          |                  |           |                                               |
| avant 1981                               | ?        | Joanny Debeaux   |           |                                               |
| mars 2001                                | 2008     | Paul Chomienne   | DVD       |                                               |
| mars 2008                                | 2014     | Françoise Besson | UMP       | Candidate suppléante aux sénatoriales de 2011 |
| avril 2014                               | En cours | Jean Achard      |           |                                               |

## Démographie
L'évolution du nombre d'habitants est connue à travers les recensements de la population effectués dans la commune depuis 1793. Pour les communes de moins de 10 000 habitants, une enquête de recensement portant sur toute la population est réalisée tous les cinq ans, les populations de référence des années intermédiaires étant quant à elles estimées par interpolation ou extrapolation. Pour la commune, le premier recensement exhaustif entrant dans le cadre du nouveau dispositif a été réalisé en 2004.

En 2022, la commune comptait 1 534 habitants, en évolution de −0,71 % par rapport à 2016 (Loire : +1,32 %, France hors Mayotte : +2,11 %).
| 1793 | 1800 | 1806 | 1821 | 1831 | 1836 | 1841 | 1846 | 1851 |
| ---- | ---- | ---- | ---- | ---- | ---- | ---- | ---- | ---- |
| 300  | 259  | 266  | 293  | 279  | 351  | 356  | 385  | 367  |

| 1856 | 1861 | 1866 | 1872 | 1876 | 1881 | 1886 | 1891 | 1896 |
| ---- | ---- | ---- | ---- | ---- | ---- | ---- | ---- | ---- |
| 387  | 374  | 396  | 438  | 447  | 454  | 478  | 476  | 487  |

| 1901 | 1906 | 1911 | 1921 | 1926 | 1931 | 1936 | 1946 | 1954 |
| ---- | ---- | ---- | ---- | ---- | ---- | ---- | ---- | ---- |
| 500  | 470  | 475  | 441  | 478  | 480  | 486  | 523  | 555  |

| 1962 | 1968 | 1975 | 1982  | 1990  | 1999  | 2004  | 2006  | 2009  |
| ---- | ---- | ---- | ----- | ----- | ----- | ----- | ----- | ----- |
| 595  | 653  | 662  | 1 002 | 1 151 | 1 182 | 1 211 | 1 189 | 1 256 |

| 2014  | 2019  | 2022  | - | - | - | - | - | - |
| ----- | ----- | ----- | - | - | - | - | - | - |
| 1 483 | 1 527 | 1 534 | - | - | - | - | - | - |

## Lieux et monuments
- Église Saint-André de Saint-André-le-Puy.